# Mas d'Aparici
El Mas d'Aparici era una masia del poble d'Espills, de l'antic terme ribagorçà de Sapeira, pertanyent actualment al municipi de Tremp.
Estava situada a l'oest-nord-oest d'Espills, a la carena que des del poble d'Espills davalla cap a la Noguera Ribagorçana. És al nord del barranc del Mas d'Aparici. Actualment només en queden les restes dels edificis. L'accés al lloc actualment és més fàcil des de la Ribereta que no pas des d'Espills.